# Jerry Masucci
Jerry Masucci (Brooklyn, Nueva York, 7 de octubre de 1934 - Buenos Aires, Argentina, 21 de diciembre de 1997) fue un productor cinematográfico, promotor de conciertos y empresario estadounidense, conocido por ser uno de los fundadores del sello discográfico Fania Records.

## Biografía
Nacido en New York, Masucci terminó sus estudios secundarios mientras servía en la Marina de EE. UU., en Guantánamo, Cuba, durante la Guerra de Corea. A su regreso, entró en el departamento de policía de Nueva York, mientras asistía a la universidad nocturna. Masucci tomó una excedencia en la policía, para matricularse en la universidad, donde jugó con el equipo de fútbol americano universitario y obtuvo una licenciatura cum laude en Administración de Empresas, con especialización en Comercio Exterior.

### Años 1960
Graduado con un doctorado en Derecho, renunció al Departamento de Policía y trabajó en La Habana (Cuba), en 1960, como asistente del Director de Relaciones Públicas en el Departamento de Turismo. Jerry Masucci se convirtió en uno de los socios del bufete de abogados Pariser y Masucci en 1962, donde conoció a Johnny Pacheco, mientras le representaba en su divorcio. 
Masucci y Pacheco crearon la compañía Fania Records en 1964, y comenzaron vendiendo discos de forma ambulante, con un vehículo, en las calles del Harlem hispano, en Nueva York, descubriendo a jóvenes artistas con nuevos sonidos y, eventualmente, grabándoles discos. Al frente de su empresa, desarrolló una actividad generosa, patrocinando grandes fiestas, invitando a comer durante los ensayos y, de paso, popularizando la salsa entre los oyentes de jazz latino. Durante los siguientes 15 años, Fania Records ayudó a definir el concepto, la cultura y el lenguaje asociado a la salsa, un movimiento musical que superó, en buena medida, la dificultad que había para escuchar en Estados Unidos la música cubana.

### Años 1970
En 1972, Massucci se convirtió en productor cinematográfico, con títulos como Our Latin Thing (1972), The Last Fight (1982), El Vigilante (1983) y Salsa (1988). En el año 1977 Jerry Massucci se convirtió en el único propietario del sello Fania Records, que incluía la propiedad de diez compañías de grabación y sellos subsidiarios: Vaya, Cotique, Tico, Alegre, Mardi Gras, Sonido Records, Éxitos, Internacional Records, Bronco y Karen. También fue copropietario de la agencia de modelos "Fame". Masucci se vanagloriaba de su visión para los negocios, para producir éxito tras éxito, grabando artistas, creando conciertos en vivo, películas, programas de televisión y como promotor de boxeo. Reconociendo el talento y habilidades de Larry Harlow, le entrega la dirección del estudio, siendo todavía Johnny Pacheco copropietario de Fania.
Massucci fue el primero en producir un concierto en el Yankee Stadium. El evento, protagonizado por sus Fania All Stars, congregó a 45,000 personas, y se incluyó en la segunda serie de 50 grabaciones, conservada hoy en el Registro Nacional de Grabación.
Massucci se aventuró también en el mundo del boxeo, junto a Don King, con quien promovió un combate del Campeonato de Pesos Pesados, entre Muhammad Ali y Jean-Pierre Copuian, en Puerto Rico. Masucci tenía una visión para los negocios y para hacer de muchos artistas desconocidos una estrella.

### Muerte de Jerry Masucci
El viernes 19 de diciembre de 1997 sufrió dolores abdominales mientras jugaba al tenis en Buenos Aires, Argentina. Debió ser intervenido quirúrgicamente e ingresado en la Unidad de Cuidados Intensivos, donde falleció dos días más tarde, atribuyéndose la causa del fallecimiento a un aneurisma de aorta. A la semana siguiente sus restos fueron trasladados a Nueva York, y posteriormente cremados.